# Gieorgij Karmanow
Gieorgij Kiriłłowicz Karmanow (ros. Георгий Кириллович Карманов, ur. 1897 we wsi Znamienskoje w guberni riazańskiej, zm. 1981 w Moskwie) – funkcjonariusz radzieckich służb specjalnych, pułkownik służby intendentury.
Po ukończeniu 1910 szkoły wiejskiej pracował jako pastuch i robotnik rolny, później pomocnik ślusarza i ślusarz, od lipca 1915 do stycznia 1916 członek partii eserowskiej, a od czerwca 1916 SDPRR(b). 
Od października 1917 do czerwca 1918 członek Czerwonej Gwardii, uczestnik szturmu na Pałac Zimowy 7 listopada 1917, od czerwca do sierpnia 1918 żołnierz 6 Pułku Sowieckiego, później krótko ślusarz w moskiewskiej fabryce. Od września 1918 funkcjonariusz rejonowej Czeki w Moskwie, 1919-1920 pracownik operacyjny Moskiewskiej Czeki, 1920 pełnomocnik Oddziału Specjalnego 16 Armii, 1920-1921 pełnomocnik Oddziału Specjalnego 8 Dywizji, 1921 pełnomocnik Oddziału Specjalnego Czeki w Moskwie, od grudnia 1921 do listopada 1925 szef wydziału Oddziału Specjalnego Moskiewskiego Okręgu Wojskowego. Od grudnia 1925 do 1927 inspektor i zastępca kierownika wydziału Elektrobanku, 1927-1929 zastępca kierownika wydziału Moskiewskiego Biura Banku Państwowego ZSRR, 1929-1930 kierownik wydziału finansowego i zastępca dyrektora trustu, 1930-1931 ponownie pracownik Banku Państwowego ZSRR (pomocnik dyrektora sektora przemysłowego), 1931-1932 na kursach ekonomiczno-finansowych, później pracownik Ludowego Komisariatu Zaopatrzenia ZSRR.
Od marca 1935 w NKWD, pełnomocnik operacyjny Oddziału 4 Wydziału Ekonomicznego Zarządu Bezpieczeństwa Państwowego (UGB) Zarządu NKWD obwodu moskiewskiego, od 7 kwietnia 1936 młodszy porucznik bezpieczeństwa państwowego, od końca 1936 do lutego 1937 w rezerwie, od 11 lutego do 19 maja 1937 szef Wydziału Planowo-Finansowego i zastępca szefa, a od 19 maja 1937 do 5 września 1938 szef Głównego Zarządu Miar i Wag NKWD ZSRR, 17 lutego 1938 mianowany intendentem 1 rangi. Od 9 marca 1939 do stycznia 1942 zastępca zarządcy trustu "Dalstrojsnab" NKWD, od stycznia do listopada 1942 zastępca szefa Czaj-Urinskiego Górniczo-Przemysłowego Zarządu Dalstroja NKWD ZSRR, od listopada 1942 do 11 marca 1943 zastępca szefa Kołymsnaba Dalstroja NKWD ZSRR, od 11 marca 1943 do 14 marca 1946 zarządca trustu "Dalstrojsnab" NKWD, pułkownik służby intendenckiej, od 14 marca 1946 do 3 kwietnia 1953 szef Centralnego Wydziału Finansowego NKWD/MWD. Odznaczony Orderem Czerwonego Sztandaru Pracy (23 lutego 1945), Orderem Czerwonej Gwiazdy (3 listopada 1944) i dwoma medalami.